# Raphionacme dyeri
Raphionacme dyeri là một loài thực vật có hoa trong họ La bố ma. Loài này được Retief & Venter miêu tả khoa học đầu tiên năm 1983.